# Hedy Lamarr (traghetto)
L'Hedy Lamarr è un traghetto appartenente alla compagnia di navigazione spagnola Baleària.

## Servizio
Costruito nel Cantiere navale Visentini di Porto Viro con il nome di Visemar One e consegnato il 21 aprile 2010 alla Visemar di Navigazione, prende servizio a partire dal 20 maggio nei collegamenti tra Venezia, Tartous ed Alessandria d'Egitto.

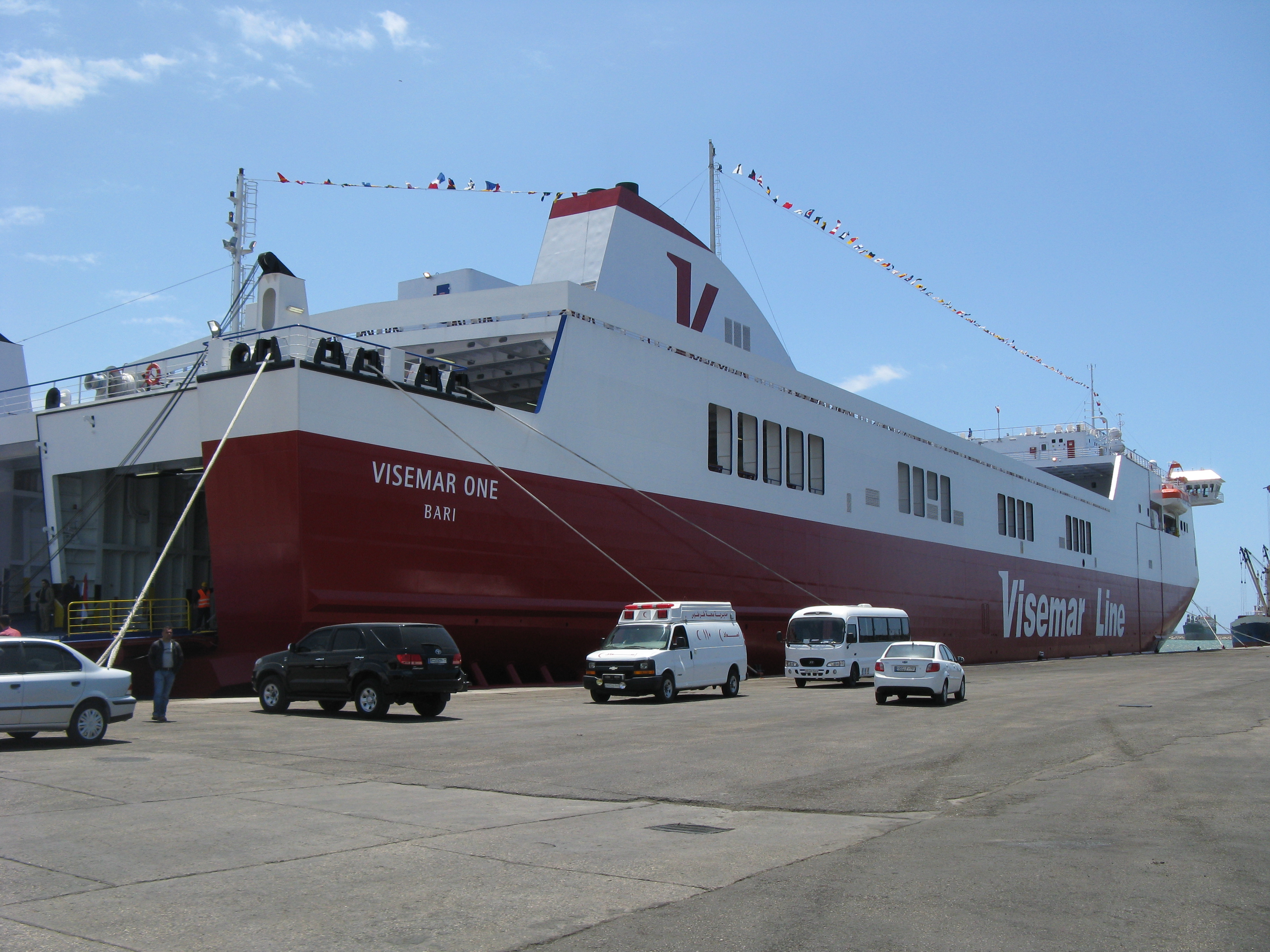
Il Visemar One nel 2010.

L'8 giugno 2011 termina il servizio per Visemar e viene noleggiato alla Baleària. Il 12 giugno prende servizio nei collegamenti tra Valencia, Palma di Maiorca e Barcellona.

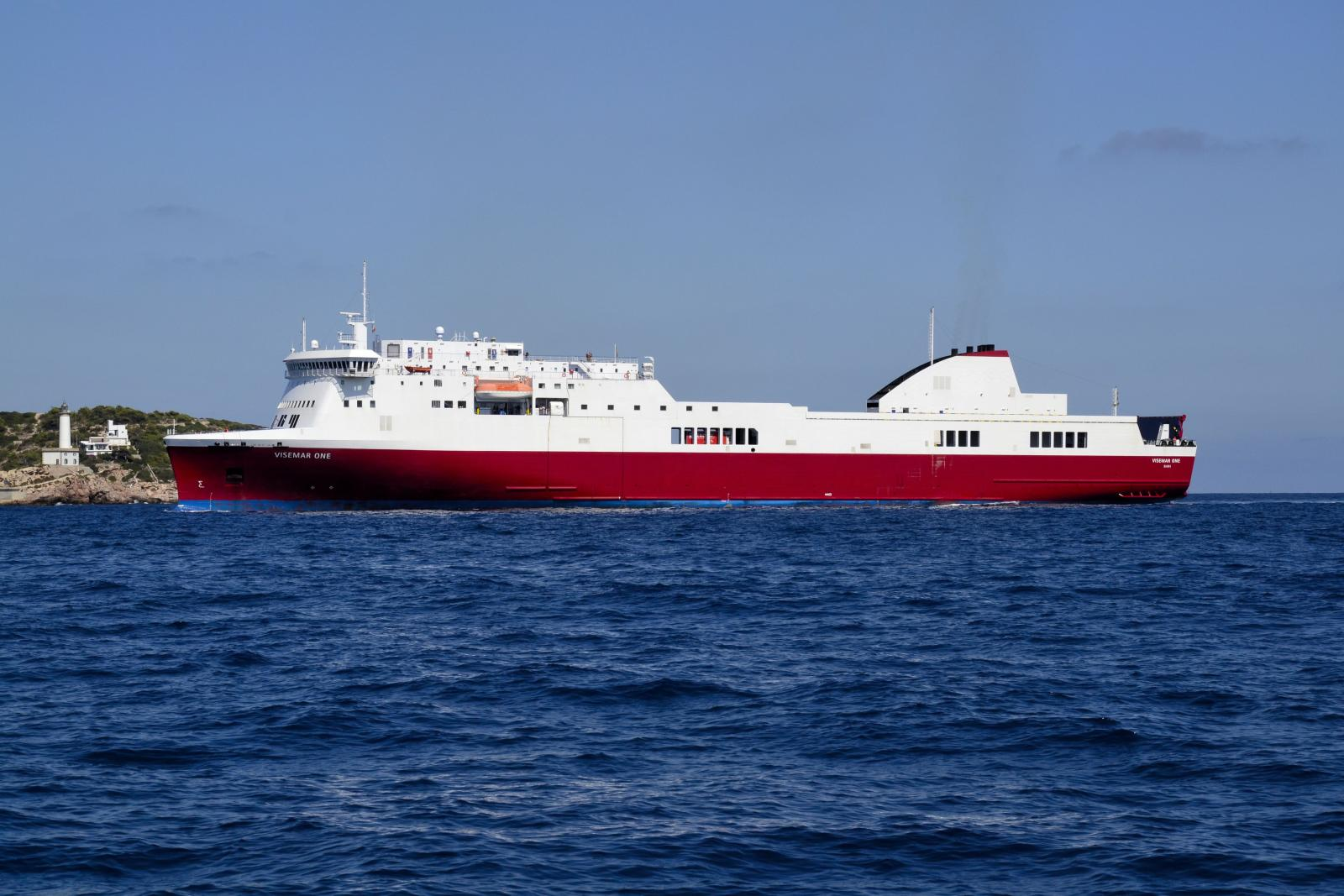
Il Visemar One in navigazione verso Ibiza nel 2011.

Nel giugno del 2018 viene acquistato a titolo definitivo dalla Baleària e ribattezzato Hedy Lamarr nel novembre successivo.

## Navi gemelle
- Sorrento
- Catania
- Florencia
- Ciudad de Cadiz
- Stena Scandica
- Stena Baltica
- Stena Horizon
- Corfù
- Connemara
- Ciudad de Palma
- Stena Flavia
- GNV Sealand
- Norman Atlantic
- Livia (ex Stena Livia)
- Cartour Delta
- Epsilon
- Hypatia De Alejandria
- Marie Curie
- GNV Bridge